# Parachinar
Parachinar (urdu:پاڑاچنار, paszto:پاړاچنار) – miasto położone w obrębie Chajber Pasztunchwa na północnym zachodzie Pakistanu, stolica Agencji Kurram. Znajduje się tuż przy granicy z Afganistanem. Domniemane miejsce przebywania Osamy bin Ladena w 2009 r. W 2017 roku liczyło 5502 mieszkańców.